# Demiurg
Demiurg (grč. δημıουργός prema demos: svijet, narod i ergon: djelo) označava tvorca, stvaratelja. Riječ demiurg prvobitno se koristila u značenju majstora koji obavlja usluge narodu i graditelja općenito.
Pojam se javlja u raznim sustavima mišljenja i vjerovanja, uvijek u vezi s pretpostavkom da svijet mora imati svoga Tvorca.

## Platonizam
Kod Platona, to je božanstvo koje stvara svijet putem ideja i materije. Demiurg je za Platona "otac svih stvari".

## Rano kršćanstvo
U ranom kršćanstvu, demiurg je bio grčki izraz za Boga. Ovaj se pojam pojavljuje u poslanici apostola Pavla 11,10, gdje se njome naziva stvaralačka djelatnost Gospodnja. Papa Klement I. opisujući red i poredak u svemiru, kaže da se sve pokorava odredbama što ih je dao "veliki Demiurg i Gospodar (despotes) svega".
Govoreći o Euharistiji, Irenej Lionski krajem 2. stoljeća kaže da heretici moraju priznati da je Bog Otac istovjetan Demiurgu ili moraju napustiti Euharistiju. Irinej pojašnjava da katolička Crkva jedina odaje počast Demiurgu, prinoseći mu uz iskazivanje zahvale ono što je od njegova stvaranja, dok heretici to ne čine. Jedni od njih, markionovci, tvrde da je istinski Otac različit od Demiurga, pa kad mu prinose stvorene darove, kao da tvrde da je željan tuđega. Gnostici pak tvrde da je svijet nastao kao posljedica otpada i neznanja, te Irinej zaključuje da oni vrijeđaju svoga Oca kad mu prinose »plodove otpada i neznanja«.

## Gnosticizam
U gnostičkim sustavima Demiurg je biće koje posreduje između Boga i svijeta i koje sudjeluje u stvaranju svijeta. U kasnijoj gnozi Demiurg je mitološka figura. Prema gnostičkim mitovima Sofia (znanje) je njegova majka. Uz njegovu pomoć se svijet mogao promatrati dualistički, a moglo se je konačno i odgovoriti na pitanje: kako je jedan dobri Bog mogao stvoriti jedan tako zao svijet (Teodiceja). Dok je Bog dakle neograničeno dobar, jedan nesavršeni (zli) Demiurg je stvorio nesavršeni svijet. Za gnostike je taj zli Bog identičan bogu Starog zavjeta, koji ljude ostavlja u stanju neznanja i u materijalnom svijetu te njihove napore za sticanjem znanja i uvida kažnjava. I Demiurgov stvoreni svijet kao i on sam trebaju spasenje jer su usidreni u nesavršenstvu (grijehu).